# Actinodaphne quinqueflora
Actinodaphne quinqueflora är en lagerväxtart som först beskrevs av August Wilhelm Dennstedt, och fick sitt nu gällande namn av M.R. Almeida & S.M. Almeida. Actinodaphne quinqueflora ingår i släktet Actinodaphne och familjen lagerväxter. Inga underarter finns listade i Catalogue of Life.